# Galaxie spirală magellanică

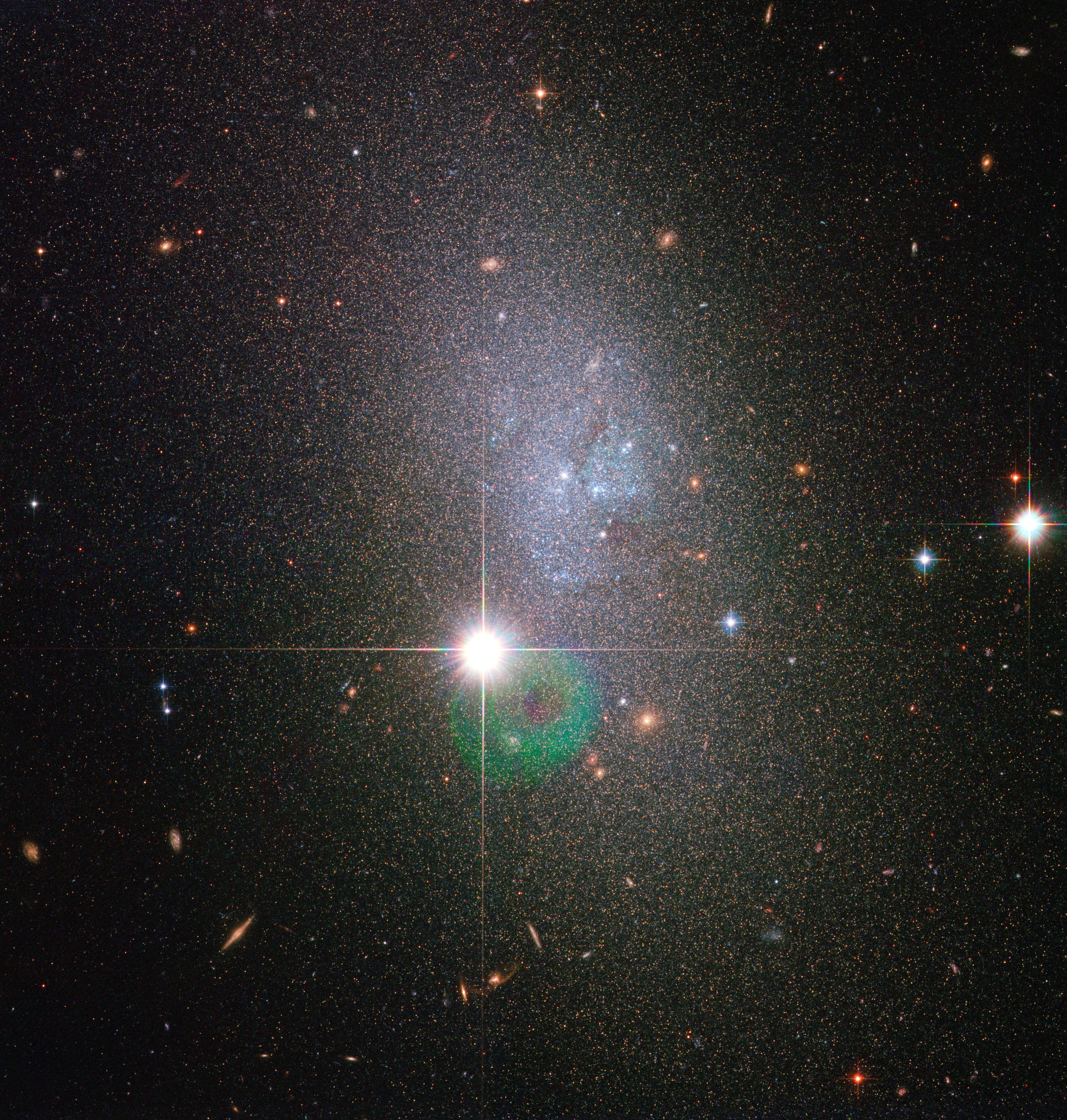
Galaxia spirală magellanică
UGC 5692.

O galaxie spirală magellanică este un tip de galaxie spirală care nu posedă decât un singur braț spiral. Așa cum există trei tipuri mari de galaxii spirale, după cum sunt regulate (fără bară, nebarate), barate sau intermediare, tot așa există trei tipuri mari de galaxii magellanice:
- regulate, notate SAm, nebarate; fără bară,
- barate, notate SBm, cu bară,
- intermediare, notate SABm.[1]

Acest tip de galaxii spirale își trag numele de la Marele Nor al lui Magellan, care este de tip SBm. El a fost introdus de astronomul francez Gérard de Vaucouleurs, când a revăzut clasificarea galaxiilor de către Edwin Hubble.
Galaxiile spirale magellanice pot fi considerate ca intermediare între galaxiile spirale și galaxiile pitice neregulate.

## Listă a galaxiilor spirale magellanice

### Barate (SBm)
- Marele Nor al lui Magellan (LMC [prototip])
- Micul Nor al lui Magellan (SMC)
- NGC 1311 [2]
- NGC 4618 [3]
- NGC 4236
- NGC 55
- NGC 4214
- NGC 3109

### Intermediare (SABm)
- NGC 4625
- NGC 5713

### Nebarate (SAm)
- NGC 5204[4]
- NGC 2552